# 예스타 이에로브
예스타 이에로브(스웨덴어: Gösta Gierow, 1931년 ~ 2011년)는 스웨덴의 화가이자 그래픽 디자이너이다.

## 생애
1931년 스웨덴 스톡홀름에서 태어난 예스타 이에로브는 1957년부터 1962년까지 스웨덴 왕립 예술원 스톡홀름 미술 대학교(Konstakademien)에서 하랄드 살베리(Harald Sallberg, 1895년 ~ 1963년)와 위르겐 폰 코노프(Jürgen Von Konow, 1915년 ~ 1959년)와 같은 교사들 밑에서 수학했고, 1961년 유네스코가 후원하고 국제조형예술협회 프랑스 위원회가 주최한 파리 세계청년화가대회에 스웨덴 대표로 참가했다.  

## 활동
원래는 세련된 초현실적 스타일의 그래픽 아티스트였는데, 1960년대 중반에는 충격적인 효과와 컬러 편집을 사용한 초현실적 회화로 방향을 바꾸었다. 인간의 창조물들 때문에 자연과 시간이 파괴되기 이전의 블랙 유머와 불안감이 섞인 감정과 함께 아름다움에 대한 숭배와 영성을 주로 그렸는데 스페인의 안토니오 가우디에게서 영감을 많이 받았다.
1964년에 창립된 9인회(Group IX)의 회원이자, 1910년 스톡홀름에서 설립된 그래픽 소사이어티(Graphic Society)의 회원이었으며, 1968년부터는 1856년에 설립된 스웨덴의 남자 예술가, 건축가, 예술 평론가들의 모임인 예술가 클럽(Art Club)의 멤버로 활동했다. 유럽뿐 아니라 미국, 캐나다, 오스트레일리아, 브라질 및 멕시코 등에서 전시회를 가졌고, 칼마르 미술관(Kalmar Konstmuseum), 스웨덴 현대 미술관(Moderna Museet) 등에서도 전시했다.